# Aleksander Zamoyski
Aleksander Zamoyski herbu Jelita – strażnik koronny w latach 1644–1655, członek konfederacji tyszowieckiej 1655 roku.